# Bella Mafia
Bella Mafia is een drama en misdaadfilm uit 1997. Het is een boekverfilming uit de Verenigde Staten van de Britse auteur en scenarioschrijfster Lynda la Plante.
De film werd in eerste instantie gemaakt als een bioscoopfilm, maar wegens problemen met het rondkomen van de financiering werd de film uitgebracht als televisiefilm. Wegens het grote succes van en na de televisiepremière werd Bella Mafia alsnog uitgebracht op dvd.

## Rolverdeling
| Acteur              | Personage                     |
| ------------------- | ----------------------------- |
| Vanessa Redgrave    | Graziella Luciano             |
| Dennis Farina       | Don Roberto Luciano           |
| Nastassja Kinski    | Sophia Luciano                |
| Jennifer Tilly      | Moyra Luciano                 |
| Illeana Douglas     | Teresa Scorpio Luciano        |
| James Marsden       | Luka                          |
| Gina Philips        | Rosa Luciano                  |
| Richard Portnow     | Anthony Moreno                |
| Franco Nero         | Mario Domino                  |
| Peter Bogdanovich   | Vito Giancamo                 |
| Michael Hayden      | Michael Luciano               |
| Richard Joseph Paul | Constantino Luciano           |
| W. Earl Brown       | Fredrico Luciano              |
| Tony Lo Bianco      | Pietro Carolla                |
| Dimitra Arliss      | Mrs. Scorpio, Teresa's mother |

## Lancering
| Land                | Data             | Opmerkingen           |
| ------------------- | ---------------- | --------------------- |
| Verenigde Staten    | 16 november 1997 | première op televisie |
| IJsland             | 16 juni 1998     | op VHS, later dvd     |
| Verenigd Koninkrijk | 23 juni 1998     | op VHS, later dvd     |
| Finland             | 5 augustus 1998  | op VHS, later dvd     |
| Portugal            | 30 november 1998 | op VHS, later dvd     |
| Nederland           | 10 oktober 2002  | op dvd                |
| Zweden              | 11 juni 2002     | op dvd                |

## Boek
De film is geïnspireerd op het boek van Lynda la Plante met de gelijknamige titel. Het boek verscheen in april 1991, met 768 paginas, in het Engels. Later werd het ook vertaald en kwamen er uitgaves in verschillende landen, waaronder Nederland, alleen wel verkort tot 416 pagina's.

## Prijzen en nominaties
Golden Globe
- Golden Globe Award voor beste actrice – Miniseries of Televisie Film - Vanessa Redgrave (nominatie)

Casting Society of America
- Beste casting voor televisie miniseries - Gary M. Zuckerbrod (nominatie)

Motion Picture Sound Editors
- Golden Reel Award voor beste muziek - Televisie of miniseries - Dialogue & ADR (nominatie)